# Mala Rakovica
Mala Rakovica – wieś w Chorwacji, w żupanii zagrzebskiej, w mieście Samobor. W 2011 roku liczyła 745 mieszkańców.